# Carmen di Trastevere
Carmen di Trastevere è un film del 1962 diretto da Carmine Gallone, al suo ultimo film.

## Trama
Carmen è sposata con Vincenzo, al momento in carcere, ma inizia una storia con Antonio. Scontata la pena Vincenzo accetta la situazione ma chiede sempre l'aiuto della donna per i suoi furti.
Il tentativo di rapinare un americano trafficante di droga, distratto dalla seducente Carmen, fallisce e Vincenzo viene colpito a morte. La donna si getta tra le braccia di Luca, un giovane motociclista ma questa storia scatena la gelosia di Antonio che uccide la donna.